# Desmatophoca
Desmatophoca era un carnivoro odobenide, vissuto in Asia (Giappone) e America settentrionale (California e Oregon) nel Miocene medio, che poteva raggiungere una lunghezza di 1,7 m.
La tipica forma idrodinamica del leone marino attuale aveva cominciato ad apparire con Desmatophoca. Come nei suoi parenti viventi, le zampe anteriori erano più robuste di quelle posteriori, e i piedi erano modificati in pinne, con le dita allungate, rivolte verso l'esterno e tenute insieme da una membrana connettiva che formava una larga superficie utilizzata per nuotare. Tutte le ossa degli arti erano accorciate per renderli più robusti.
Sebbene Desmatophoca avesse ancora una coda, al contrario dei leoni marini, questa era molto ridotta, essendo lunga soltanto come il cranio dell'animale. Analogamente al suo antenato Enaliarctos, i suoi occhi erano enormi, quindi è probabile che la vista costituisse il senso più importante per la caccia. L'udito senza dubbio serviva bene all'animale sulla terraferma.